# أندرو دايموند
أندرو دايموند (بالإنجليزية: Andrew Diamond)‏ هو ملحن ومنتج أسطوانات أمريكي، ولد في 19 يونيو 1969 في ستانفورد في الولايات المتحدة.

## وصلات خارجية
- الموقع الرسمي
- أندرو دايموند على موقع ميوزك برينز (الإنجليزية)
- أندرو دايموند على موقع أول ميوزيك (الإنجليزية)
- أندرو دايموند على موقع ديسكوغز (الإنجليزية)